# Nissan Leaf
O LEAF, é um veículo elétrico produzido pela Nissan, lançado nos Estados Unidos e Japão em dezembro de 2010. Nem poluentes, como o CO, nem gases com efeito de estufa como o CO2 foram emitidos. No entanto, contribui também para a diminuição da poluição sonora. Por esses motivos é considerado um veículo Zero Emissões.
A cabina acomoda cinco passageiros confortavelmente, e o veículo utiliza uma bateria que pode ser carregada por meio de um carregador ou durante a noite em uma tomada de 110/230 V. O interessante é que, mesmo utilizando energia elétrica, o veículo atinge velocidade máxima de 145 km/h.
Com uma única carga, o Nissan Leaf tem autonomia de 160 km. Pesquisas revelam que essa distância é adequada às necessidades diárias da maioria dos motoristas nos centros urbanos.
Fabricado em Oppama, no Japão, o LEAF também será produzido pela Nissan em Smyrna, Tennessee, EUA, a partir de 2012. Enquanto isso as baterias de lítio estão sendo produzidas em Zama, Japão, com planos de produção nos  EUA e Reino Unido, tendo sido cancelados os planos para Portugal. Com isso, mais países vão poder aderir ao movimento “Emissão Zero”.
Dois anos depois de seu lançamento, o Nissan Leaf é o carro elétrico mais vendido da história, com vendas globais de 46.000 unidades até dezembro de 2012. Os principais mercados são o Japão, com 19.000 unidades vendidas até outubro de 2012; os Estados Unidos, com 18.023 unidades até novembro de 2012; e a Europa com mais de 6,000 unidades vendidas até outubro de 2012, liderada pela Noruega com 2.669 Leafs vendidos até novembro de 2012, seguida do  Reino Unido da Grã-Bretanha, com 1.182 unidades vendidas até outubro de 2012.

## Emissão Zero

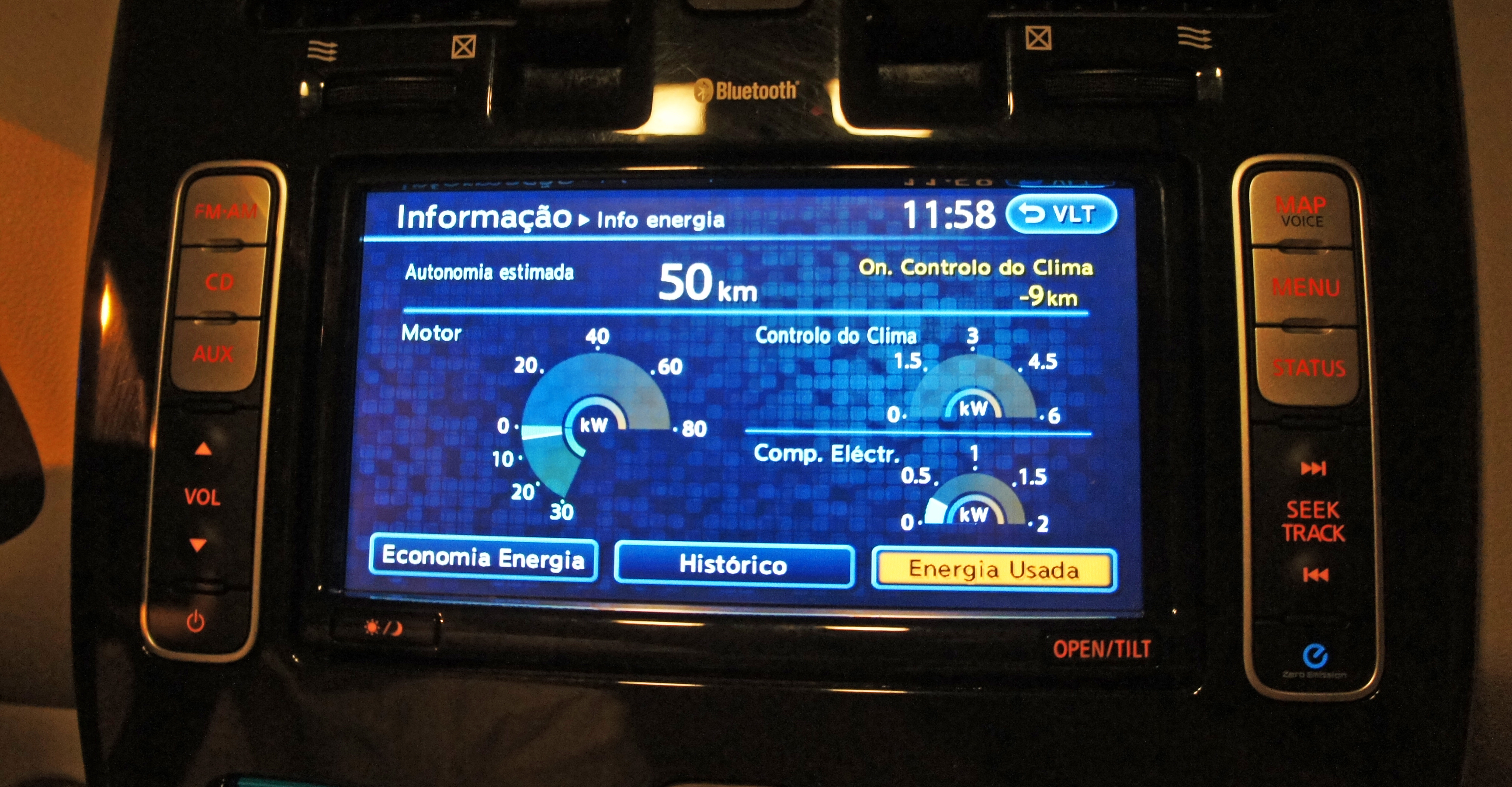
Tela digital do Nissan Leaf mostrando consumo de energia e autonomia disponível.

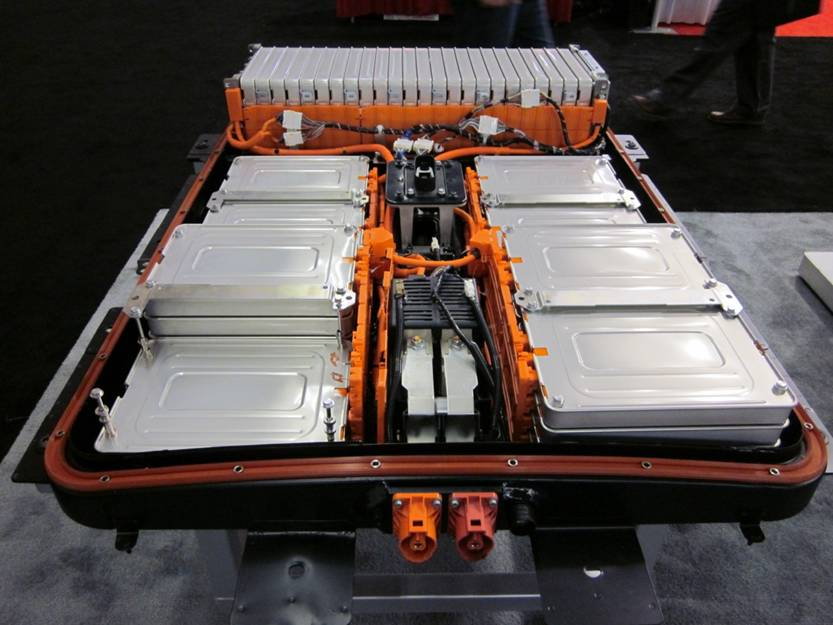
Baterias do Nissan Leaf.

Acreditando no modelo de negócios do veículo elétrico, e no que isso representa para o planeta, a Nissan tem buscado alianças e parcerias que visam tornar viável a comercialização desse tipo de automóvel. Para isso, acordos para o desenvolvimento da mobilidade com emissão zero foram firmados com governos locais e instituições privadas em países como Reino Unido, Portugal, Japão e Estados Unidos, totalizando mais de 30 parcerias no mundo. Em Portugal o preço do LEAF é de 30000€, onde já estão incluídos 5000€ cedidos pelo Estado, como benefício para a aquisição deste veículo elétrico.
Para circular em Portugal, o LEAF consome à volta de 50 gramas de CO2 por quilómetro (CO2 equivalente emitido na produção de energia elétrica para as baterias), entre metade e um terço do que um modelo equivalente a gasóleo dos mais económicos. Assim, o LEAF, não só contribui para a melhoria da qualidade de vida nas cidades, com a diminuição substancial da poluição atmosférica e sonora, como também contribui para a redução substancial da emissão dos gases com efeito de estufa no planeta.

## C40

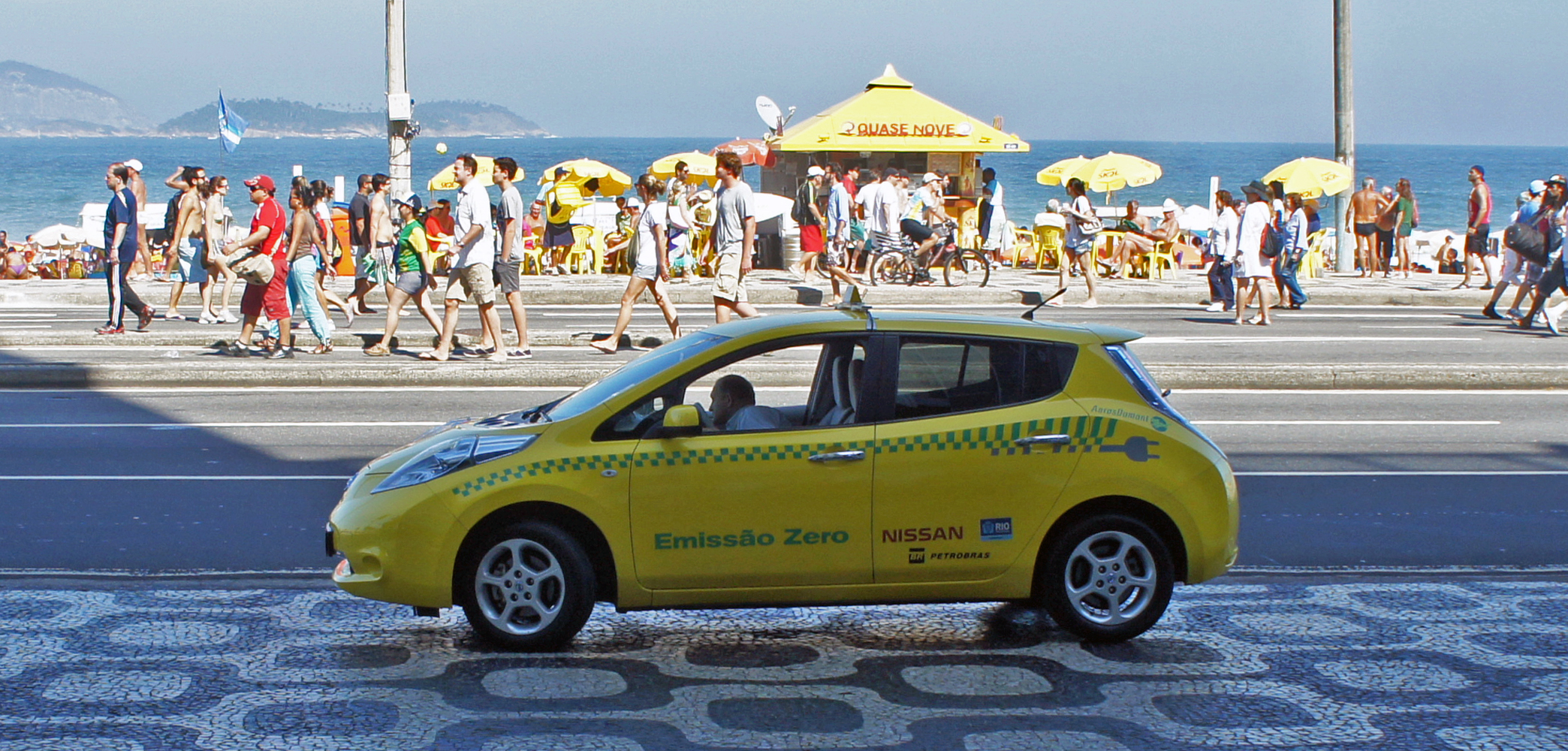
Taxi elétrico Nissan Leaf na Praia de Ipanema, Rio de Janeiro.

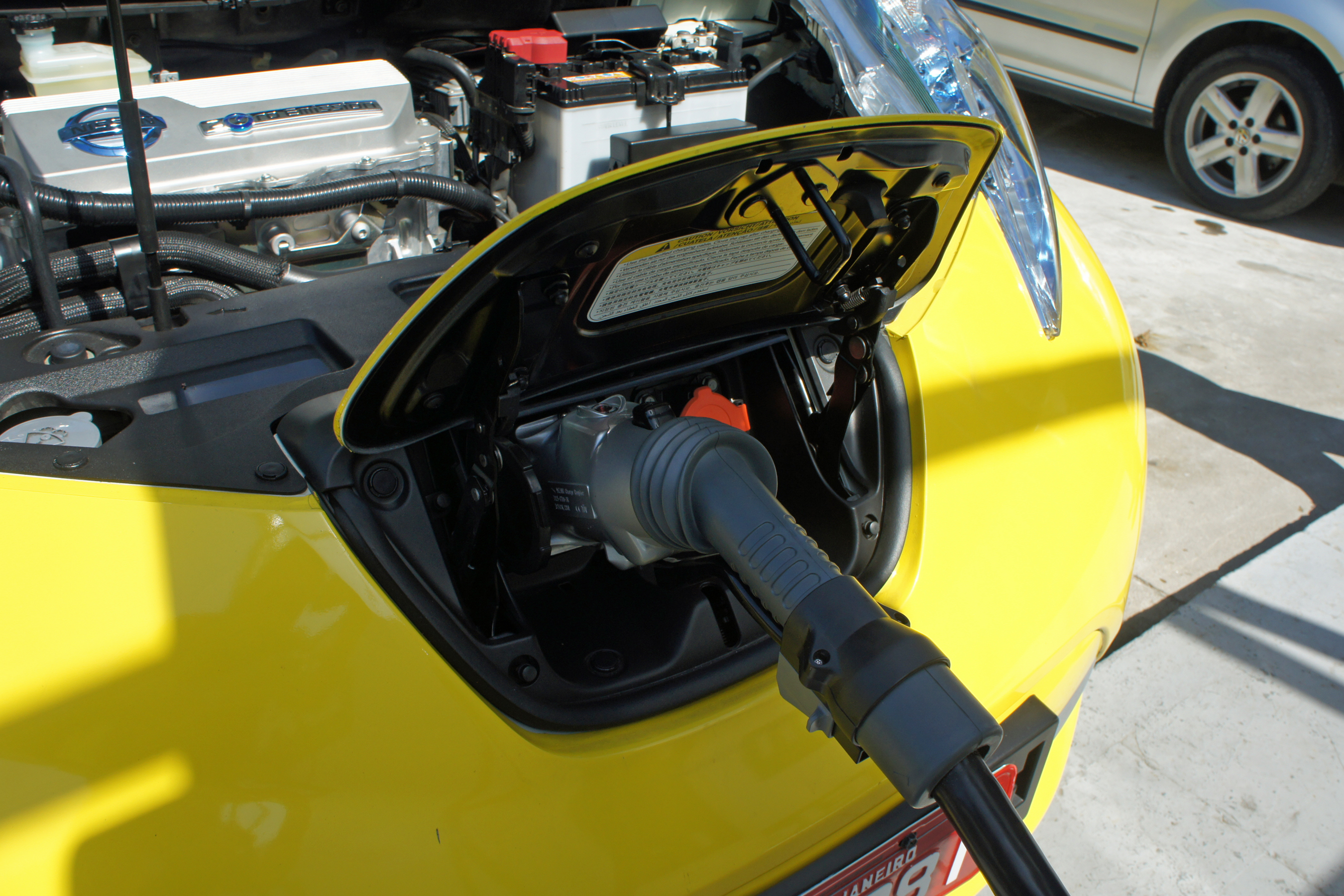
Motor elétrico e tomada para carregar o Nissan Leaf.

O C40 (Climate Leadership Group) é um grupo criado em outubro de 2005 por Ken Livingstone, na época prefeito de Londres. Na ocasião foram convidados representantes das 18 maiores cidades do mundo para discutir e trabalhar na busca de soluções para o combate às consequências do aquecimento global. O Nissan LEAF foi o carro oficial do C40 São Paulo, realizado em maio de 2011, na capital do maior estado do Brasil, São Paulo.
Atualmente a cada dois anos, o C40 reúne líderes de todo o mundo e tem dois objetivos centrais: a cooperação na redução da emissão de gases do efeito estufa e promover ações em grupo entre empresas, administrações públicas e a sociedade para combater as mudanças climáticas.

## Galeria
- Primeira geração (2010-2017)
- Segunda geração (2017-presente)